# 真島昌利
真島 昌利（ましま さとし、1962年〈昭和37年〉2月20日 - ）は、日本のギタリスト、作詞家、作曲家。ロックバンド、ザ・クロマニヨンズ、ましまろ（元ジョニー&スリー・クール・キャッツ、THE BREAKERS、THE BLUE HEARTS、↑THE HIGH-LOWS↓）のギタリスト。愛称は、「マーシー」。東京都日野市生まれ、東京都小平市花小金井育ち。魚座。血液型はB型。既婚。

## 来歴
- 1965年、それまで住んでいた東京都豊島区池袋から東京都小平市花小金井に引っ越す。
- 1974年、友達の家でビートルズのレコードを初めて聴いたのがきっかけで、ギターを始める。モーリスのフォークギターを1万円で購入。
- 1975年4月13日、東京都台東区秋葉原で初めてエレキギター（グレコEG480 レスポール・モデル）を購入[注 1]。
- 1976年、中学校の文化祭で、人前で初めて演奏。東京都豊島区池袋の西武百貨店が開催したアマチュア・バンド・コンテストに、「ジョニー＆スリー・クール・キャッツ」というバンドを組んで出場。真島はボーカルとリズムギターを担当。コピーを2曲演奏したが、バンドはこの日のライブ一回のみで解散する。
- 1978年12月24日のライブに、THE BREAKERS名義で出演した[2]。
- 1980年、東京都立久留米西高等学校を卒業後（同級生に宙也がいた）、地元でバンド、THE BREAKERSを結成。
- 1984年11月、のちにブルーハーツのメンバーとなる甲本や河口などと1回限りのバンド、トラディショナルを結成。
- 1985年1月25日、THE BREAKERSを解散。
- 1985年2月、ほぼ同時期にザ・コーツを解散していた甲本ヒロト[注 2]が当時住んでいた東京都渋谷区笹塚の廃屋（工場跡）でのパーティーの際、バンド結成をもちかけTHE BLUE HEARTSを結成。その後、真島もギターと家財道具を持って工場跡に引っ越し、同居することになる。
- 1987年に、「リンダリンダ」でTHE BLUE HEARTSはメジャー・デビュー。その後も、「夢」「人にやさしく」「TRAIN-TRAIN」「情熱の薔薇」などがヒットし、日本を代表するロックバンドの中心メンバーとして人気を集める。
- 1989年、ソロ・デビュー。1994年までの間に、計4作のソロ・アルバムをリリースする。
- 1995年のTHE BLUE HEARTSの解散後、同年、甲本と新バンド、↑THE HIGH-LOWS↓を結成。
- 2005年に、↑THE HIGH-LOWS↓の活動休止を発表。その後、甲本のソロ・シングル製作に参加。
- 2006年、再び甲本と共に新バンド、ザ・クロマニヨンズを結成。
- 2015年、ヒックスヴィルの真城めぐみ、中森泰弘と新バンド、「ましまろ」を結成。5月13日に「ガランとしてる」でデビュー[3]。

## 音楽
ソングライターとして相棒の甲本ヒロトと共に多くのヒット曲を手がけている。THE BLUE HEARTS、↑THE HIGH-LOWS↓で作詞・作曲を手がけた主な曲には、「終わらない歌」「ハンマー」や「チェインギャング」「チェルノブイリ」「休日」「TRAIN-TRAIN」「未来は僕等の手の中」「青空」「夢」「1000のバイオリン」「相談天国」「青春」などがある。
ギター演奏はチャック・ベリーやローリング・ストーンズのキース・リチャーズに影響を受け、ギブソン・レスポールを愛用。ピッキングスタイルは、中指と親指でピックを持って弾く。現在ライブでは「Gibson Les Paul Junior」をメインで使用している。他のギターも使用している。
バンドではギターだけでなくヴォーカルを担当することもある。「ギター・マガジン」（2014年10月号）のインタビューによると、「最近、また、そろそろ歌いたいななんて気持ちも芽生えてきているので」とのこと。
ソロではサックス、オートハープ等、ギター以外の楽器もこなすが、口笛が苦手だった。「荒野はるかに」のイントロで口笛を吹くというアイディアを提案し実行するが、いくら吹いてもスースーと音を立てるのみに終わり、結局、甲本ヒロトが担当した。2012年に出演したラジオ番組内で口笛を披露すると綺麗に吹けたため、現在は以前に比べて腕が上達している模様。

### 歌詞
詞に関しては、シンプルな言葉を使いながら、奥の深い表現を醸し出し、独特の世界観を表現している。「チェインギャング」に代表されるメランコリーな世界と、ソロ・デビュー・アルバム、『夏のぬけがら』に代表されるノスタルジーな世界が、真島の世界観を構成している。
↑THE HIGH-LOWS↓以降は、シュールな歌詞が多くなっている。また、放送禁止用語が歌詞の中に含まれていることがあり、「終わらない歌」では歌詞が一部削除され、歌詞を聴き取りにくくするよう処理されている。「ガタガタゴー」でも同じく歌詞を削除され、該当部分にはノイズが入っている（ただしライヴ盤では無修正）。
また、自分の趣味や好物、育った地域がモチーフになった歌詞も多い。野球が好き→「ホームラン」「夏の朝にキャッチボールを」、カレーが好き→「カレーライスにゃかなわない」「カレーうどん」、夏が好き→「夏が来て僕等」「夏なんだな」「日本の夏ロックンロール」、バイクが好き→「風のオートバイ」「オートバイ」「オートバイと皮ジャンパーとカレー」「ローリング・ジェット・サンダー」、多摩地区が好き→「花小金井ブレイクダウン」「真夜中過ぎの中央線」「多摩川ビール」、ナポリタンと読売ジャイアンツが好き→「ザリガニ」など。
1991年頃から「～のだ」という歌詞が増える。ちなみにブルーハーツのアルバム、HIGH KICKSでは真島が作詞した6曲の内4曲（闘う男、ホームラン、泣かないで恋人よ、THE ROLLING MAN）の歌に「～のだ」が入る。他の楽曲では1000のバイオリン、バカ（男の怒りをブチまけろ）など。

## 人物・エピソード
- トレードマークともいえるバンダナは、キース・リチャーズに影響を受けたものである。ブルーハーツを結成して間もない頃、汗が垂れてこないようにと巻き始めた。
- THE BLUE HEARTSでデビュー以降、髪型があまり変わらないが、THE BREAKERS時代の髪型はリーゼント（60年代のマージービートバンドの影響）や、モヒカン（ザ・クラッシュのジョー・ストラマーの影響）など様々であった。また、THE HIGH-LOWS活動休止発表後の一時期、モヒカンにしていた。
- THE BLUE HEARTS結成前（THE BREAKERS時代）から、東京都渋谷区原宿の歩行者天国で、甲本ヒロトと河口純之助とでセッション・バンド（ラモーンズのコピー）をやったことがあり、面識はあった。
- 兄が一人いる。本人、兄共に読売ジャイアンツのファン。
- THE BLUE HEARTSのメジャーデビュー直後によく着用していた、夕刊フジのエルヴィス・プレスリー死亡時の１面記事や、中原中也の「宿酔」の詩の一部がプリントされたTシャツは、特注で作成してもらったもの。ただし真島は、雑誌のインタビューで「（作成した）友達が金に困ってて、原宿の店とかに卸しちゃった」と語っており、一般に出回った可能性もあるとのこと。
- 「ダウンタウンのごっつええ感じ」「笑う犬の生活」に出演したことがある。「ごっつええ感じ」に出演した際には、真島＆甲本vsダウンタウンで乳首相撲対決をした。
- 自分でチケットをとって落語会に足を運ぶほどの落語ファン[4]。春風亭一之輔がパーソナリティーを務める「SUNDAY FLICKERS」（JFN系列）には、毎年「落語評論家 真島昌利」としてゲストで登場している[5]。しかし2019年は多忙により出演は無かったが、一之輔一家が真島とスカイツリーへ遊びに行ったエピソードを披露した。
- かつては喫煙者だったが、41歳の時にタバコはやめたと、2015年10月23日放送の「ミュージャック」（関西テレビ）で話していた。
- ZELDAや友部正人等、他のアーティストのライブにゲスト出演したことは多々あるが、自身のソロライブにゲストを招いたことはほとんど無い。唯一、94年12月新宿にて行われたソロライブ2daysの2日目にはプリンセス プリンセスの中山加奈子がゲスト出演。これは、テレビ神奈川の番組内で企画されたコーナーにおいて、当時、同じレコード会社に所属していた真島と中山が対談。対談中、12月のソロライブ開催が決まっていた真島が中山に出演を打診、中山が快諾したことで実現したもの。対談時に「ヘドロマンをやりたい」と中山が話したことから、当日のライブでは真島のソロ楽曲「GO！GO！ヘドロマン」と、ルーファス・トーマスの「Walking the Dog」を演奏した。
- ラモーンズが好きで、ブルーハーツの初期の頃にはラモーンズのTシャツを着ていたが、1985年11月30日のライブの NO NO NO と 1985 の間の客席とのやり取りとして甲本「マーシーのTシャツはな、イマイチ通じゃない。ここに書いてあるのが初期のトミー・ラモーンじゃなくてリッチー・ラモーンのまんま（笑）最近のラモーンズのＴシャツ着るヤツ（笑）」
客「ダセェー（笑）」
真島「最近でもラモーンズはかっこいい（笑）。みんなでラモーンズを日本に呼ぼう！」
甲本「たしかに。その通りだ…」というのもあった。
- 子供の頃に初めて自分のお金で買ったシングル盤はピンキーとキラーズの「恋の季節」。
- ライブ中に飲むドリンクはハイロウズ時代からバナジウム天然水である

## 使用機材
- Ampeg DAN ARMSTRONG 1996
- Fender Custom Shop NOCASTER
- Fender Stratocaster 1963
- Fender Stratocaster 1995
- Fender Telecaster Custom 1995
- Fender Telecaster Thinline 1996
- Gibson Custom Shop Les Paul Junior TV Yellow 2006
- Gibson Custom Shop Les Paul Junior Double  Cut Way 2007
- Gibson J-160E 1960s
- Gibson Les Paul Standard 1958
- Gibson Les Paul Standard 1988
- Gibson Les Paul Standard 2003
- Gibson Les Paul Standard 2005
- Gibson Les Paul Special 1958
- Greatch G6118JR Anniversary JR 1970
- Greatch G6120W Nashville
- Greatch G6199 Bill-Bo Jupiter Thunderbird
- Greco D-800P
- Greco EG 1971
- Greco EG480 1975
- Greco RL 1980
- Martin HD-35 1992
- Rickenbacker 330 FG
- Squier Standard Telecaster

## ディスコグラフィー

### シングル
- 『アンダルシアに憧れて』『ドクターペッパーの夢』1989年10月21日
- 『オーロラの夜』『真夜中過ぎの中央線』1991年3月21日
- 『夜空の星くず』『バラ色の人生 / うな重』1991年8月21日
- 『GO！GO！ヘドロマン』『踊り踊れば』1992年10月1日
- 『俺は政治家だ』『I FOUGHT THE LAW』1993年1月21日
- 『カレーライスにゃかなわない』『空席』(version2) 1994年10月21日

### アルバム
- 夏のぬけがら 1989年11月21日
- HAPPY SONGS 1991年4月10日
  - 収録曲「HAPPY SONG」はPFFアワード2019グランプリ作品『おばけ』（中尾広道）のエンディング曲に提供[6]。PFFアワード2019や映画祭での上映時点では「劇場でのお楽しみ」となっていた。
- RAW LIFE 1992年11月01日
- 人にはそれぞれ事情がある 1994年10月21日
  - リリース直前まで「月のウサギ,太陽のカラス」というアルバムタイトルだった。
- RAW LIFE -Revisited- 2007年4月25日
- 人にはそれぞれ事情がある　復刻盤　2014年10月1日　（品番入れ替え商品）

### ビデオ
- 真島昌利 LIVE Another Summer 1991年11月21日
- RAW LIVE 1993年6月21日
- 2nd Rated 1995年9月01日 ※ビデオ・クリップ集

### DVD
- RAW LIVE / 2nd Rated 2007年4月25日
- Live Another Summer 2007年5月23日

## 著書
- 青空（ザ・ブルーハーツ時代の楽曲の絵本化、真島昌利 歌詞、Botchy-Botchy 絵、2019年12月、現代書館）ISBN 978-4-7684-5874-7
- ROCK&ROLL RECORDER 2022年2月、ソウ・スウィート・パブリッシング ISBN 978-4-9912211-0-1

## 参加楽曲
- 「プラチナ」（JUDY AND MARY 「MIRACLE DIVING」収録、1995年）
- 三宅伸治 The Swamp Tramp名義アルバム『Music Planet～いいことがあるといいね～』（2000年）
- 「GOOD OLD ROCK’N’ROLL medley」「DON'T YOU JUST KNOW IT Medley」（THE NEATBEATS『BIG BEAT MIND!!』収録、2005年）
- 「シークレット・ダンス」（少年ナイフトリビュート『Fork＆Spoon』収録、2006年）
- 「ガタガタゴー」（THE NEATBEATS『JAPANESE ROCK & ROLL ATTACK!!』収録、2007年）
- 「Forever Young」「たたえる歌」（三宅伸治『つづく』収録、2007年）
- 「I FEEL GOOD」（THE PRIVATES『Les beat』収録、2014年）
- 「風とロックの主題歌」（風とロックバンド『月刊 風とロック 創刊100号記念号』収録、2014年）
- 「お願いマーシー」（THE COLLECTORS『別世界旅行〜A Trip in Any Other World〜』収録、2020年）

## 楽曲提供
- 小山卓治 「煙突のある街」 -作詞・作曲（自身もセルフカバーしている、1984年）
- 桑田りん 「世界中の時計を止めてしまいたい夜」「踊ってよスマイリー」「ANGEL」 -作詞・作曲、1985年
- 桑田りん 「まぼろし」「素敵なBEAT TIME」「ぼくら」「100年たっても」 -作詞・作曲、1986年
- 近藤真彦 「アンダルシアに憧れて」 -作詞・作曲（ブレイカーズ時代の曲 のちにソロでセルフカバー、1989年）
- PEACE BIRDS ALL-STARS 「正義の味方」 -作詞のみ（HIROSHIMA'89のテーマ曲、1989年）
- 小山卓治 「DANCEを踊ろう Sha-La-La-La」 - 作詞・作曲、1995年
- 川村かおり 「夏の朝にキャッチボールを」 - 作詞・作曲（ザ・ハイロウズでセルフカバーしている）、1996年
- 江口洋介 「お金」「LOVE MAN」 - 作詞・作曲、1996年
- ロンドンブーツ1号2号 「岬」 - 作詞・作曲、2000年
- 三宅伸治プロジェクト 「☆ロックンロール・プラネット☆」 - 作詞のみ、2000年
- 間寛平 「天国野郎」「コスモス」 - 作詞・作曲（歌詞・題名を変え、ザ・ハイロウズでセルフカバー、2001年）
- NO PLAN 「大丈夫」 - 作詞・作曲、2006年
- AAA「ハリケーン・リリ、ボストン・マリ」 - 作詞・作曲（第67回NHK紅白歌合戦歌唱楽曲、2006年）
- 松たか子 「ずっと」 - 作詞・作曲（歌詞を変え、ましまろでセルフカバー、2006年)
- ザ・コレクターズ 「スタールースター」 - 作詞・作曲（ギターで参加、2006年）
- 中ノ森BAND 「雪」 - 作詞・作曲、2007年
- 柳田久美子 「アゲハチョウ」 - 作詞・作曲、2007年
- PUFFY「はやいクルマ」「はさんじゃうぜ」 - 作詞・作曲（「はさんじゃうぜ」はクロマニヨンズでセルフカバー、2007年）
- つるの剛士 「死ぬまで夢を見る男」 - 作詞・作曲、2010年
- 若旦那 「洗濯日和」 - 作詞・作曲、2013年
- 近藤真彦 「男が目を閉じるとき」 - 作曲（作詞は伊集院静、2015年）
- 高橋みなみ「笑顔」 - 作詞・作曲 [7]、2016年
- 氣志團「逃げろ！逃げろ！」 - 作詞・作曲、2017年
- シシド・カフカ「新宿サノバガン（SON OF A GUN）」 - 作詞・作曲、2017年
- SOLEIL「恋するギター」 - 作詞・作曲、2018年
- のん「さぁいこう」 - 作詞・作曲、2018年
- ナイツ「師匠」 - 作曲（作詞は高田文夫。2019年10月14日の「ナイツ独演会」で披露された曲で、音源化はされていない。2019年）
- 花澤香菜「満月の音」 - 作詞・作曲、2019年
- 柳家三三 月例三三独演ライブ配信 オープニング・エンディング - 作曲、2020年
- 加山雄三「行こうぜBABY!」 - 作詞・作曲、2020年
- 岩崎優也「それでいい」 - 作詞、2022年

## 劇伴
- ごめんね青春!（2014年、TBSテレビ）羽毛田丈史と共同

## ソロでのTV出演
- 『小室等のアコギな奏談』 - 「アンダルシアに憧れて」「夜空の星くず」
- 『ミュージックステーション』 - 「俺は政治家だ」
- 『スーパージョッキー』 - 「GO!GO!ヘドロマン」
- 『ロック鳴館』
- 『ボクらの時代』（2015年11月24日、フジテレビ） - 春風亭一之輔、塙宣之（ナイツ）との鼎談[8]。